# Puranchaur
Puranchaur (nep. पुरन्चौर) – gaun wikas samiti w zachodniej części Nepalu w strefie Gandaki w dystrykcie Kaski. Według nepalskiego spisu powszechnego z 2001 roku liczył on 813 gospodarstw domowych i 3709 mieszkańców (2015 kobiet i 1694 mężczyzn).